# Encuentra24
Encuentra24 es una empresa panameña de mercado en línea fundada en 2005. A través de su sitio web, encuentra24.com, se publican anuncios clasificados de distintos tipos, como automotriz, empleos e inmuebles, además de disponer de una tienda en línea. Mantiene su sede central en Suiza, y opera en varios países de Centroamérica, y en Colombia. Es catalogada como una empresa referente de clasificados en Latinoamérica. Para 2020, contaba con 12 millones de usuarios registrados.

## Historia
La empresa se formó en 2005 en Ciudad de Panamá por la empresaria panameña Wendy Jordan y su esposo de origen suizo Boris Matreux. Ambos querían comprar un apartamento, que para entonces era un proceso complejo con pocos recursos digitales, por lo que decidieron crear un sitio web de anuncios clasificados para ofrecer bienes y servicios. Inicialmente, la plataforma estaba concretada en bienes raíces, y más adelante se expandió a autos y empleos. Por recomendación de usuarios más categorías fueron agregadas con el paso del tiempo. El nombre Encuentra24 es debido al funcionamiento las 24 horas del día de la plataforma. En 2019, la empresa incursionó en las compras en línea con el portal Shoperia, y asimismo lanzó el portal inmobiliario Casas24. También ha desarrollado herramientas como Business Intelligence, que calcula el precio de bienes de acuerdo a tendencias del mercado, y Safe Shopping, para trasacciones seguras. En 2020, adquirió las operaciones de OLX en América Central, que dio fusión a ambas plataformas en Costa Rica, El Salvador y Panamá. Para 2021 contaba con más de 12 millones de usuarios registrados y tenía alrededor de 6 millones de visitas mensuales.

## Servicios
Su sitio web es un mercado en línea donde los usuarios publican anuncios clasificados. Cuenta con una tienda en línea llamada Shoperia, como también con un espacio dedicado a bienes raíces.